# Pianoexpressen

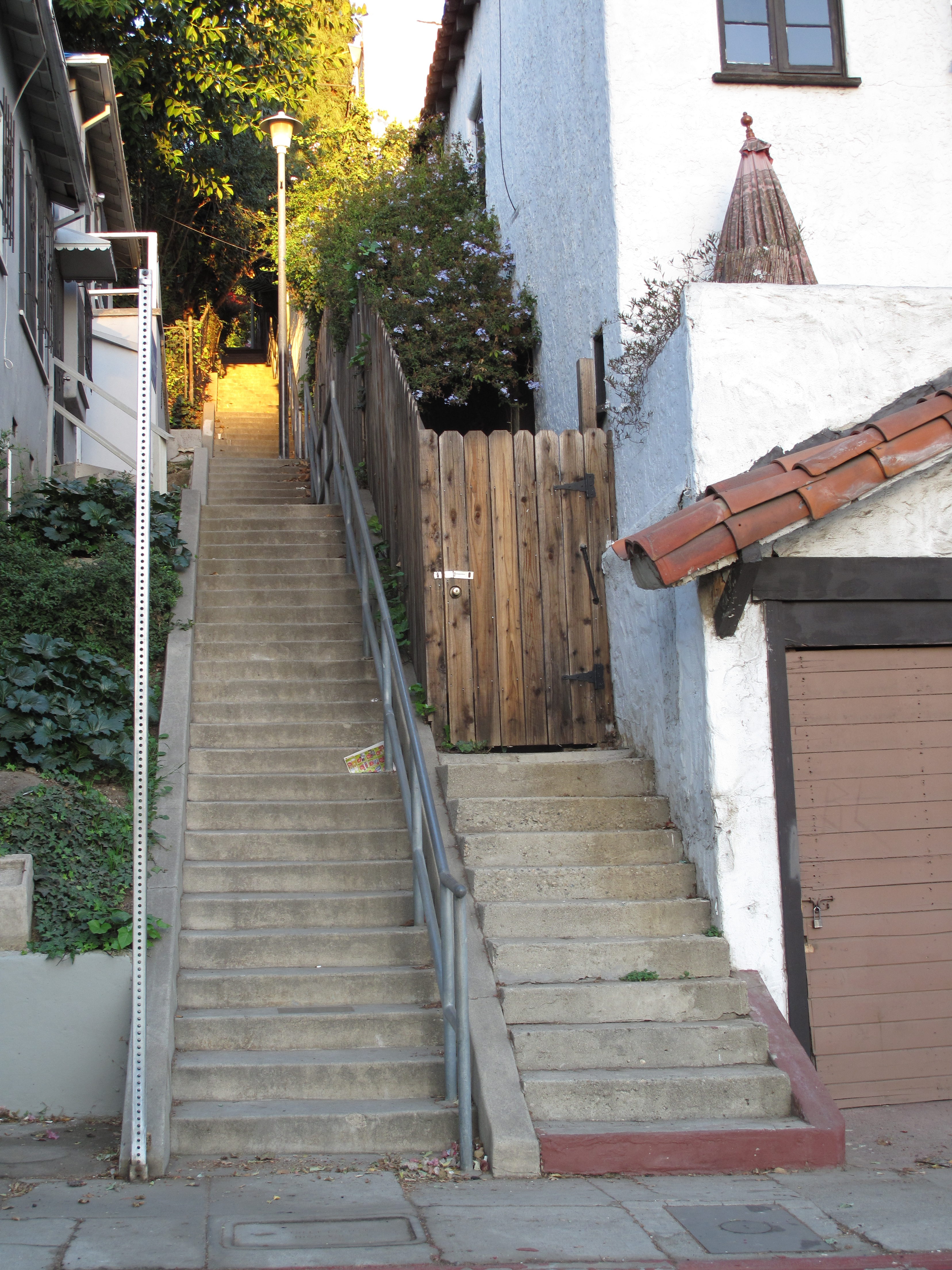
Trappan som figurerar i filmen, belägen i grannskapet Silverlake i Los Angeles, fotograferad år 2009.

Pianoexpressen (originaltitel: The Music Box; på svenska även kallad  respektive Ta't piano) är en klassisk kortfilm från 1932 med Helan och Halvan i regi av James Parrott.

## Handling
Helan och Halvan har fått i uppdrag att leverera ett piano till ett hus beläget på en höjd med en 131 stegs trappa som till synes enda väg upp. Det visar sig vara svårare än vad de förväntat sig.

## Om filmen
Filmens handling bygger på duons tidigare kortfilm Hatten av för så'na! från 1927, som idag har gått förlorad.
Filmen vann 1932 års Oscar för bästa komiska kortfilm. Den valdes 1997 ut att ingå bland de filmer som införts i amerikanska National Film Registry såsom "kulturellt, historiskt eller estetiskt viktiga" att bevara.

### Distribution
Filmen hade svensk biopremiär den 26 augusti 1933 och ingick i ett kortfilmsprogram med titeln Ta't piano. I kortfilmsprogrammet ingick två andra kortfilmer med duon; Helan och Halvan i Villa Villervallan från 1930 och Vänligt bemötande från 1932.
Filmen har haft flera svenska titlar. Den har gått under titlarna Pianoexpressen, Helan och Halvan i Starka män och små svagheter och Starka män och små svagheter.
1986 utkom en färglagd version av filmen som samma år gavs ut på video tillsammans med en färglagd version av en annan kortfilm med duon; Ungkarlshippa som också är från 1932.
Filmen finns utgiven på DVD och Blu-ray.

## Rollista
- Stan Laurel – Stan
- Oliver Hardy – Ollie
- Gladys Gale eller Hazel Howell – Fru von Schwarzenhoffen
- Billy Gilbert – Professor von Schwarzenhoffen
- William Gillespie – Pianoförsäljare
- Charlie Hall – Brevbärare
- Lilyan Irene – Barnsköterska
- Sam Lufkin – Polis[3]